# Ansats (musik)
Ansats, även tonansats, avser insatsögonblicket hos varje ton. Ur klangbildningssynpunkt är detta betydelsefullt eftersom tonens klangfärg beror på insvängningen, det vill säga perioden från viloläge till regelbundna svängningar.